# Wsiewołodówka
Wsiewołodówka (ukr. Все́володівка) – wieś położona na Ukrainie, w rejonie łuckim, w obwodzie wołyńskim, liczy 30 mieszkańców.